# Pivovarský rybník (Motol)
Pivovarský rybník je vodní nádrž nacházející se v údolí Motolského potoka pod budovou bývalého pivovaru při Plzeňské ulici v Praze 5 - Motole, poblíž přírodní památky Kalvárie. Pivovarský rybník je napájen Motolským potokem a vznikl pro účely nedalekého Motolského pivovaru.

## Revitalizace
Rybník byl v roce 2004 odbahněn a provedla se oprava požeráku i nábřežní zdi. V průběhu prací se zjistilo, že v horní části byl rybník částečně zasypán stavební sutí, již zarostlou náletovou vegetací. Po odtěžení suti byla objevena původní nábřežní zeď, která byla pak opravena a mírně navýšena.

## Ekologie
Z přírodního hlediska se nejedná o zvláště významnou lokalitu. 
Na hladině můžeme spatřit rdesno obojživelné a lakušník okrouhlý, na březích jasan ztepilý nebo javor mléč. Ze živočichů se zde vyskytuje např.skokan zelený, ropucha obecná, užovka obojková nebo kachna divoká, vážka ploská a různé druhy šidélek.
Rybník slouží také k extenzivnímu chovu ryb, zejména násady kapra obecného.

## Technická data
- Katastrální území: Praha 5 – Motol
- Vodní tok: Motolský potok
- ČHDP: 1–12–01–022
- Typ nádrže: průtočná
- Účel nádrže: krajinotvorný a chov ryb
- Plocha hladiny: 2 302 m2
- Objem nádrže: 2537 m3
- Typ vzdouvací stavby: sypaná zemní hráz
- Vlastník: Hlavní město Praha
- Správa: Lesy hlavního města Prahy